# Лус-и-Кабальеро, Хосе де ла
Хосе Сиприано де ла Лус-и-Кабалье́ро (исп. José Cipriano de la Luz y Caballero; 11 июля 1800, Гавана, Испанская Куба — 22 июня 1862, там же) — кубинский философ

 и педагог. Считается одним из основателей системы образования на Кубе и одним из наиболее значительных кубинских учёных-педагогов.

## Биография
Родился в семье Антонио Хосе Марии де ла Луса, испанского колониального чиновника и владельца небольшой плантации сахарного тростника, жившего достаточно бедно. В возрасте семи лет осиротел и был взят на воспитание дядей со стороны матери, преподавателем семинарии Хосе Агустином Кабальеро. Уже в возрасте 12 лет он начал изучать латынь и философию в монастыре святого Франсиска и в 1817 году получил степень бакалавра философии в Королевском и Папском университете Гаваны. Затем де ла Лус поступил в семинарию Сан-Карлос и Сан-Амбросио, которую окончил со степенью бакалавра права, в этот же период времени изучая различные иностранные языки и знакомясь с философией эпохи Просвещения. Среди его учителей были ведущие кубинские педагоги того времени — его дядя Хосе Агустин Кабальеро и Феликс Варела. В 1824 году возглавил кафедру философии Сан-Карлосской семинарии, где вскоре нажил себе врагов, недовольных его свободолюбивыми идеями.
В 1828—1843 годах совершал длительные поездки по США и различным государствам Европы, встретившись со многими интеллектуалами того времени. В 1836 году он окончил университет Пуэрто-Принсипи, в 1834 году был избран заместителем председателя Королевского патриотического общества в Гаване, а в 1838 и 1840 году избирался его председателем. Ему принадлежит попытка создания на Кубе литературной академии, окончившаяся неудачей. В 1841 году стал членом Академии изящных искусств в Барселоне. В 1843 году посещал Нью-Йорк и Париж, но был вынужден вернуться на родину, чтобы выступать ответчиком на процессе по так называемому Эскалерскому заговору. В январе 1848 года он основал колехио Каррагуао-и-Сальвадор (колледж Сальвадор) со специальными классами по изучению философии, латыни и немецкого языка, в котором впоследствии учились многие известные кубинские деятели; принимал деятельное участие в работе этого учебного заведения. В 1840-х и 1850-х годах сотрудничал в нескольких кубинских периодических изданиях.
Как философ он был последователем Декарта, Фрэнсиса Бэкона, Ньютона, французских просветителей в целом и Кондильяка в частности, особенно же сенсуализма Локка. Оставил большое количество собственных работ по философии и педагогике, а также переводов с французского и немецкого языков, основал несколько научных журналов, считается автором большого количества афоризмов. Известен также тем, что из своих зарубежных путешествий привозил книги и оборудование; в частности, он создал первую на Кубе физико-химическую лабораторию. Пропагандируя учения Бэкона и Локка, Лус-и-Кабальеро уделял внимание разработке метода и теории познания, считал естествоиспытание основой всех наук.
Важным событием в истории кубинской философии считалась полемика 1839—1840 годов между ним и сторонниками эклектической философии Виктора Кузена — братьями Гонсалес дель Валье, — породившая многочисленную философскую литературу. По мнению Луса Кабальеро, философия Кузена — это философия приспособления к правительству реставрации, которая противоречит интересам кубинцев, борющихся за свою независимость против испанского колониального господства. Свои мировоззренческие принципы философ положил в основу системы воспитания, требуя, чтобы обучение делало человека способным изучать и постигать действительность. Идеи Луса Кабальеро оказали существенное влияние на поколение, вступившее в вооружённую борьбу за независимость в 1868 году. После его смерти, по некоторым сведениям, все школы на Кубе были в знак траура закрыты на три дня. Собрание его работ было опубликовано в 1890 году. Новый всплеск интереса к его наследию случился в середине XX века в районе Кубинской революции.